# Andreï Markov (mathématicien soviétique)
Pour les articles homonymes, voir Andreï Markov et Markov.
Andreï Andreïevitch Markov (22 septembre 1903 à Saint-Pétersbourg - 11 octobre 1979 à Moscou) est un mathématicien, physicien et chimiste soviétique, unique fils du mathématicien Andreï Markov.
Il étudia la chimie à l'Université de Petrograd, et se lança dans la recherche dès 1920. Ses premiers travaux en chimie furent publiés en 1924. Il s'intéressa ensuite à la physique théorique, et de 1926 à 1937, publia des articles sur le problème des trois corps, les systèmes dynamiques, la mécanique quantique, ou la relativité générale. Il aborda également les domaines mathématiques, en particulier en topologie.
Après la Seconde Guerre mondiale, il se tourna vers la théorie des ensembles, la logique mathématique et les fondements des mathématiques. Dans les années 1950, il fonda l'école soviétique des mathématiques constructives. Dans ce domaine, son nom reste attaché au principe de Markov, dont la prise en compte ou non constitue des variantes de la logique intuitionniste de Brouwer.
Il a reçu la médaille Tchebychev en or de l'Académie des sciences de l'URSS en 1969.